# Tandonia albanica
Tandonia albanica is een slakkensoort uit de familie van de Milacidae. De wetenschappelijke naam van de soort is voor het eerst geldig gepubliceerd in 1924 door Soos.